# Sälar
Sälar (Pinnipedia) är en djurgrupp i ordningen rovdjur. Man indelar de 33 arterna i tre familjer – öronsälar, öronlösa sälar och valrossar. Det vetenskapliga namnet är sammansatt av latinets pinna = fena och pes = fot.
Sjökatt är ett namn som använts av jägare som en benämning för säl.

## Utseende
Sälar når en längd av mellan 1,20 och 6 meter. Vikten varierar mycket med de 25 kilogram tunga honorna av antarktisk pälssäl (Arctocephalus gazella) i ena änden och de upp till 4000 kilogram tunga hannarna av sydlig sjöelefant (Mirounga leonina) i andra änden. Många arter har en utvecklad könsdimorfism – hannar av sjöelefanter väger ibland fyra gånger mer än honor.

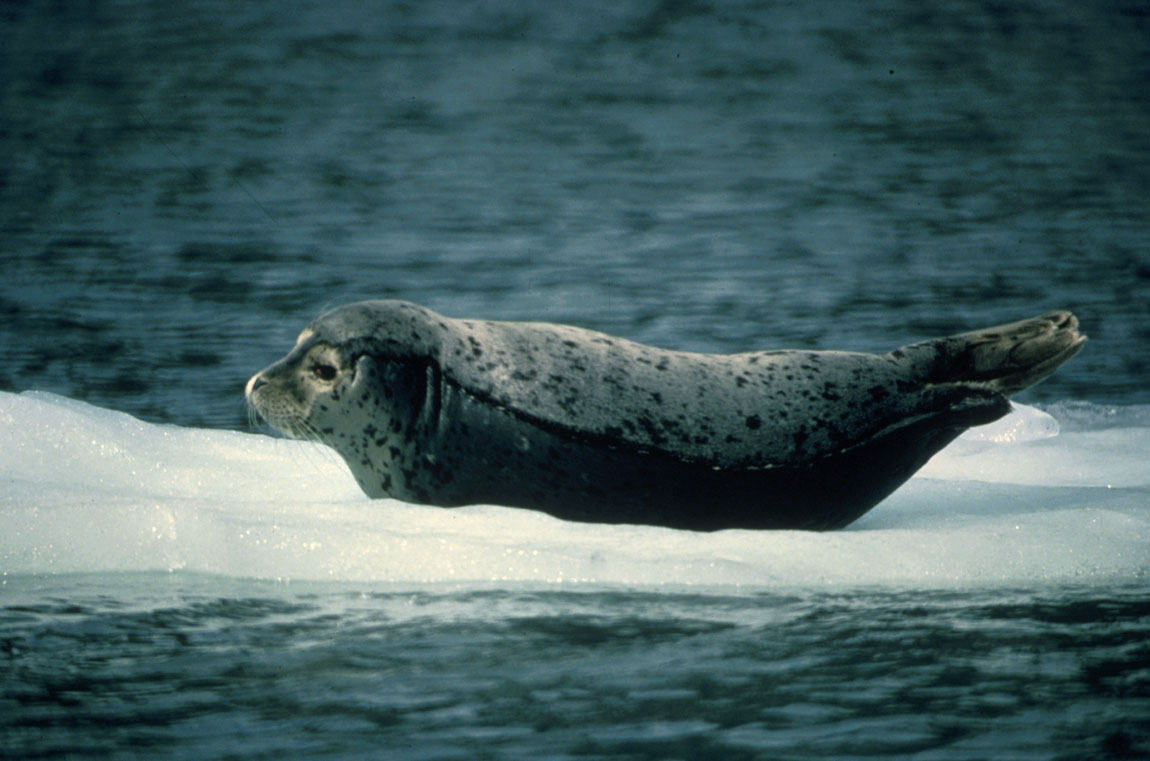
Knubbsäl

Huvudet skiljer sig obetydligt från resten av den spolformiga kroppen och svansen är bara rudimentär. Extremiteterna, kallade labbar, sitter fram till armbåge respektive knäet inuti kroppen. Dessa egenskaper är en anpassning till livet i vattnet.
Tänderna skiljer sig inte så mycket från andra rovdjurs. Oftast har de två eller fyra framtänder, hörntänder och 12 till 24 kindtänder med lika utseende. Några arter, till exempel krabbätarsälen, har tänder som är anpassade till deras speciella föda.
Under evolutionen omvandlades alla extremiteter till fenor. Vid de bakre fenorna ser man fortfarande att de har fem tår, som är omslutna med simhud. Sälar har allmänt stora ögon för bra syn under vattenytan. Även hörseln är bra utvecklad men lukten spelar en underordnad roll i vattnet.
Som ungdjur har de flesta sälar tjock päls som senare ombildas till en kort hårdräkt. Bara hos pälssälar bär även vuxna djur tät underull samt grova täckhår som är cirka 1,3 cm långa. Valrossar saknar nästan hår, och öronlösa sälar får redan efter några dagar nytt hår. Mot kylan skyddar ett fettskikt, som hos några arter är 10 centimeter tjockt. Hos öronlösa sälar och valrossar är fettskiktet mer utvecklat än hos öronsälar.
Sälarnas magsäck har en enkel konstruktion. Kännetecknande är en påfallande lång tunntarm, medan blindtarm, tjocktarm och ändtarm är korta. Honornas spenar ligger gömda i kroppen, och ungdjur har svårt att nå dem. Därför sprutar honor ofta mjölken i ungdjurets mun.
Alla sälarter som undersöktes i samband med studier under tidiga 2000-talet var färgblinda. De saknar liksom de flesta däggdjur (med undantag av primaterna) de röda tapparna och dessutom de blåa tapparna. Antagligen gäller uppgiften för alla sälar.

## Levnadssätt
När de simmar använder öronsälar sina främre fenor, och öronlösa sälar sina bakre fenor, medan framfötterna vanligtvis ligger tryckta intill kroppen. Deras förmåga att dyka är mycket god. När de dyker pressar sälar all luft ur lungan och tillsluter näsborrarna. Hjärtats aktivitet kan hos vuxna exemplar sjunka från cirka 100 slag per minut till fyra slag per minut. Man känner till sjöelefanter som har stannat upp till två timmar under vattenytan och som har nått ett djup av 1 500 meter.
På land har sälar svårt att ta sig fram. Öronsälar har bakre extremiteter som är mer rörliga än hos öronlösa sälar, vilket ger dem möjlighet att gå. De öronlösa sälarna måste åla för att ta sig fram.

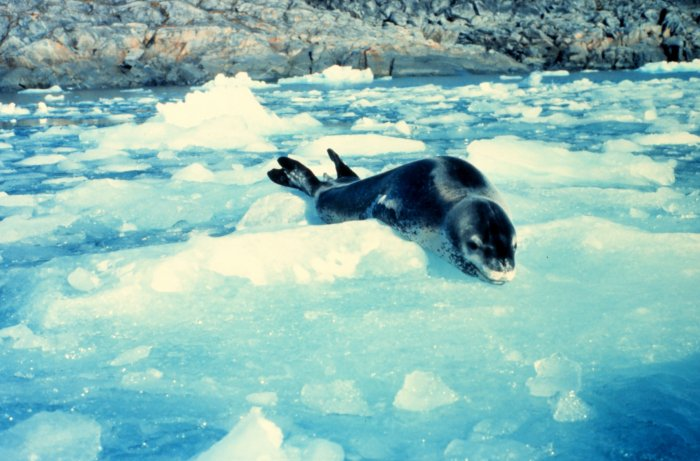
Sjöleopard

Sälar är köttätare, och många arter föredrar fisk. Andra är specialiserade på krill (krabbätarsäl), musslor och snäckor (valross) eller mindre sälar och pingviner (sjöleopard). Mindre bytesdjur sväljer de oftast direkt men större byten drar sälarna upp på land och delar i små bitar. Unga sälar behöver ständigt föda, medan vuxna djur kan fasta tack vare sina fettreserver.
Sälar lever mest socialt. Antalet djur i en grupp beror på arten. Huvudsakligen öronsälar bildar stora kolonier med upp till flera miljoner individer. Parningstiden infaller oftast på våren eller sommaren. Hos många arter strider hannarna om bra platser som ger möjlighet att para sig med många honor. Hannar som försvarar ett revir behöver stanna på land och de kan inte leta efter föda i upp till två månader. Därför är de vid slutet av parningstiden ganska svaga. Ansträngningen medför att hannar oftast har ett kortare liv än honor.
Efter befruktningen utvecklar sig ägget bara till en kula av några celler. Sedan vilar embryot en tid tills det fortsätter till en fullt utvecklad säl. På det sättet infaller födande och ny parning för honor under samma tidsperiod. Unga sälar har en mjuk och luddig päls, Lanugo, som skiljer sig i färgen mest från hår av vuxna djur. Några öronlösa sälar får den nya pälsen redan i livmodern medan många öronsälar byter pälsen två eller tre månader efter födelsen. Teoretiskt kan unga sälar simma direkt efter födelsen, men de väntar tills de har ett tillräckligt fettskikt. Sälars ungar kallas kut.
Honan lämnar ungen efter några dagar på land eller på is när hon letar efter föda. I stora kolonier hittar hon sin unge med hjälp av lukten.

### Habitat

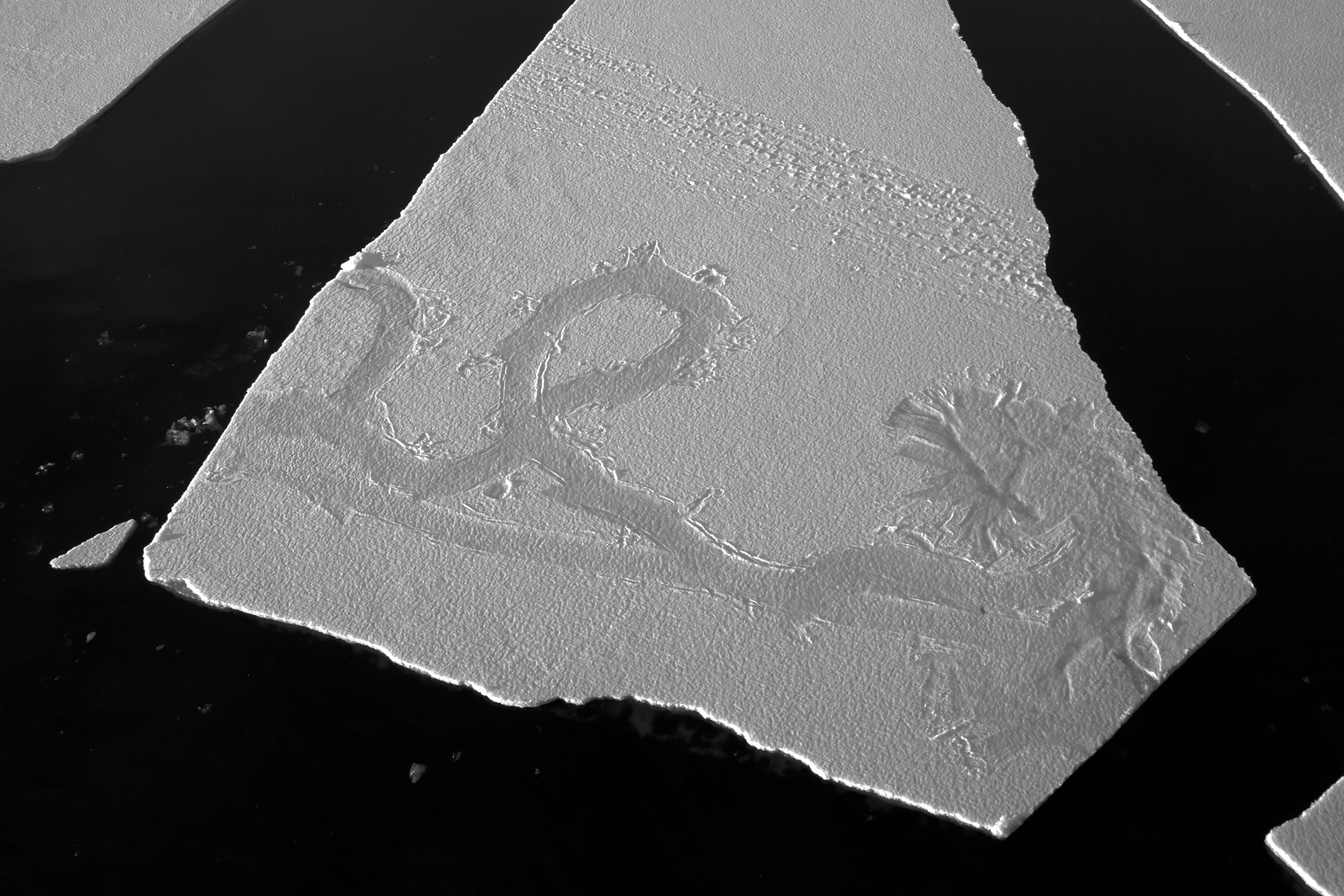
Spår av en eller flera sälar på ett isflak

Nästan alla sälar lever i havet, men för att vila och för att föda ungar kommer de i land eller till isflak. Bajkalsälen lever uteslutande i sötvatten och hos knubbsäl samt vikare finns underarter som förekommer i sjöar.
Två underarter av vikare lever också enbart i sötvatten. Dessa är saimenvikaren i Finland (har varit nere i uppskattningsvis 130 ex, men har senare återhämtat sig något för att kring sekelskiftet 1900/2000 vara omkring 250 individer), samt ladogasälen. En enda underart knubbsäl, ungavaknubbsäl, lever även den enbart i sötvatten. 
I Sverige förekommer tre arter som alla tillhör familjen öronlösa sälar – gråsäl, knubbsäl och vikare. Under sälinventeringen 2015 räknades totalt cirka 60 000 sälar i Östersjön och Västerhavet, varav knappt 30 000 gråsälar. Sälar betraktas som högvilt och för jakt i Sverige krävs särskilt tillstånd från Naturvårdsverket.
Många sälar lever i arktiska eller antarktiska områden där det finns mycket föda i havet och obebodda öar där de inte blir störda. Även i andra områden föredrar sälar kalla och tempererade vatten. Endast munksälarna är anpassade till varma regioner.

## Naturliga fiender och livslängd
I djurriket är hajar och späckhuggare sälarnas svåraste fiender. En del späckhuggare kan också kasta sig upp en bit på land för att få tag i en säl. I Arktis är sälen det huvudsakliga bytesdjuret för isbjörnen, och i Antarktis jagar sjöleoparden sina mindre släktingar.
De flesta arter blir upp till trettio år gamla. Valrossen har en livslängd från fyrtio år och öronsälar blir oftast tjugo år gamla. Hos de arter som lever kolonivis blir honor äldre än hannar. För de senare går det åt mycket energi till striderna under parningstiden.

## Evolution
Sälar utvecklades ur hundliknande däggdjur. Tidigare trodde man att öronlösa sälar härstammade från utterliknande djur, och öronsälar från björnliknande djur, men efter nyare forskningar som gjordes under 1980- och 1990-talet anses det troligare att alla sälar har samma förfäder.
Fossil av sälliknande djur har påträffats i avlagringar som är cirka 23 miljoner år gamla. För valrossar och öronsälar hittade man de äldsta fossilen på öar i norra Stilla havet. För öronlösa sälar stammar liknande fynd från norra Atlanten.

## Sälar och människan

### Äldre historia
I förhistorisk tid var det mest befolkningen i de trakter där sälar förekommer som jagade dem. Man har hittat bearbetade ben och tänder från äldre stenåldern. Inuiter använder sälarnas kött till mat, deras hud till läder, pälsen till kläder, ben till verktyg och fettet till lampor. Också ursprungsbefolkningen i Nya Zeeland och Australien har en lång tradition av säljakt. Enligt många zoologers uppfattning hade denna jakt inget inflytande på beståndet av sälar.
För den antika befolkningen runt Medelhavet var sälarna av mindre betydelse. Där fanns bara en art, munksäl, som troligtvis redan under denna tid var sällsynt. Det finns en beskrivning av Aristoteles som kanske är den äldsta texten på papper om en sälart.
Se även: Förhistoriska sälfiguriner i Sverige

### Jakt

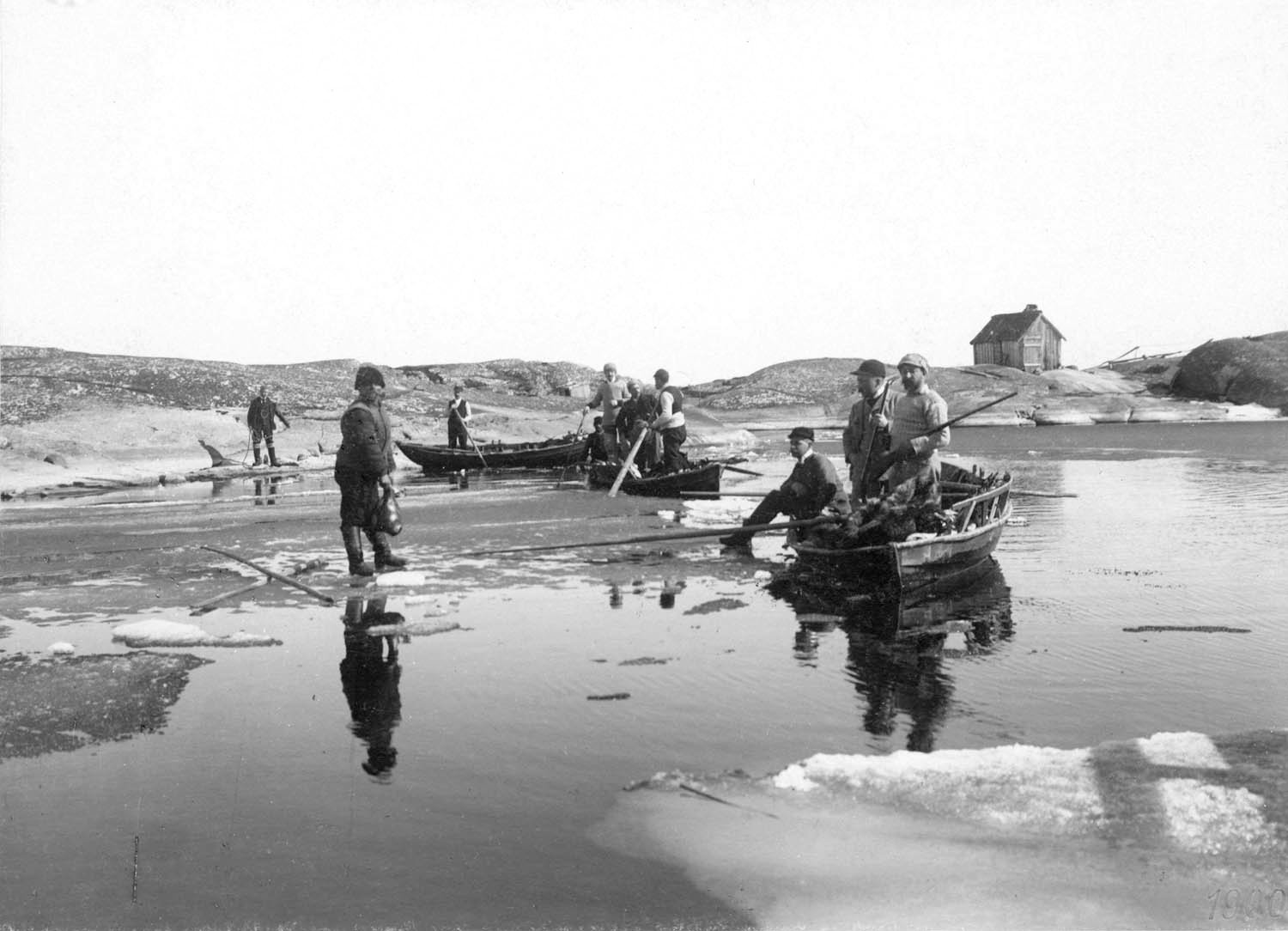
Säljakt vintertid år 1900, vid Stora Nassa i Stockholms skärgård, Värmdö socken, Uppland.

Sedan 1500-talet fanns det sjöfarare som seglade ut för att jaga säl, men först vid slutet av 1700-talet började den stora säljakten. Under hela 1800-talet besökte säljägarna öar i närheten av Arktis och Antarktis för att slakta tusentals sälar. Särskilt eftertraktade var pälssälar för deras päls. T.ex. seglade varje år upp till 15 fartyg till Juan Fernández-öarna för att jaga omkring 250 000 pälssälar.[källa behövs] Efter bara 15 år fanns det inga pälssälar kvar i området. Den antarktiska pälssälen, som tidigare omfattade många miljoner individer, blev mellan 1800 och 1830 nästan utrotad. På Sydshetlandsöarna, som upptäcktes först 1819, dödades under loppet av två år alla pälssälar. Beståndet uppskattades vid upptäckten till 500 000 individer,[källa behövs] men bara en art, Västindisk munksäl, blev utrotad.
Idag finns framgångsrika skyddsåtgärder för pälssälar. Jakten är nu mest inriktad på grönlandssälar, och där på unga djur med deras vita päls. I Kanada jagades 2007 ca 330 000 sälkutar för sin päls.[källa behövs] Sälkutarna blir slagna med klubbor i kraniet eller skjutna. Sedan kontrolleras att de är döda och till sist vidtar avblodning och flåning.
Även i Sverige har kut jagats genom klubbning. Om man lyckats döda kuten med ett enda slag, har det kallats bålhagg. (Dialektalt innebär bål något mycket stort, jämför bålgeting.) 
Pälsarna säljs så småningom som kappor eller pälskanter på jackor och accessoarer.

### Sälar under andra världskriget
Under andra världskriget experimenterade svenska marinen i projektet Palmen med viss framgång att använda dresserade sälar för att jaga ubåtar.